# 天主教梅里達總教區
天主教梅里達總教區（拉丁語：Archidioecesis Emeritensis in Venetiola）是委內瑞拉一個羅馬天主教教省總教區，下轄四個教區。是該國九個總教區之一。
1778年2月16日設教區，屬新格拉納達聖菲總教區。1923年6月11日升為總教區。
總教區範圍包括梅里達州十七個自治市，2004年有教友543,118人（佔轄區總人口90.0%）、六十二個堂區、128名司鐸。現任總主教為巴尔塔扎·恩里克·波拉斯·卡多佐樞機。